# Ічет-Парус-Йоль
Іче́т-Па́рус-Йоль (рос. Ичет-Парус-Ёль) — річка в Республіці Комі, Росія, права притока річки Ук'ю, лівої притоки річки Ілич, правої притоки річки Печора. Протікає територією Троїцько-Печорського району.
Річка починається на південно-східних схилах хребта Щука-Йоль-Із. Протікає на південний захід, захід, південний захід, південний схід та південний захід.
Притоки:
- ліва — без назви (довжина 10 км[1])